# Paolo Polidori
 Paolo Polidori (né le 4 janvier 1778 à Jesi dans l'actuelle province d'Ancône, dans la région des Marches, alors dans les États pontificaux, et mort le 23 avril 1847  à Rome) est un cardinal italien du XIXe siècle.

## Biographie
Paolo Polidori exerce diverses fonctions au sein de la Curie romaine, notamment comme secrétaire du Collège des cardinaux à partir de 1823 et comme pro-secrétaire d'État en 1831.
Le pape Grégoire XVI le crée cardinal lors du consistoire du 23 juin 1834. Le cardinal Polidori est préfet de la Congrégation pour la discipline religieuse en 1834 et pro-préfet en 1840, puis préfet en 1841 de la Congrégation du Concile. Il est nommé archevêque titulaire de Tarse en 1844. Il participe au conclave de 1846, lors duquel Pie IX est élu pape.

### Sources
- Fiche du cardinal sur le site de FIU